# NGC 3166
NGC 3166 في الفهرس العام الجديد، هي مجرة، تقع في كوكبة السدس. اكتشفت في 19 ديسمبر 1783 بواسطة ويليام هيرشل.

## روابط خارجية
- NGC 3166 على موقع ويكي سكاي: DSS2, SDSS, GALEX, IRAS, Hydrogen α, X-Ray, Astrophoto, Sky Map, Articles and images